# Gudfadern i Odessa
Gudfadern i Odessa (rysk originaltitel: Жизнь и приключения Мишки Япончика, Zjizn i prikljutjenija Misjki Japontjika) är en rysk TV-serie i 12 avsnitt från 2011, som delvis bygger på den rysk-judiske brottslingen Misja Japonsjtjiks liv. Serien visades på Yle Teema 2016.